# VIII Congresso nazionale del Partito Comunista Cinese
L'VIII Congresso del Partito Comunista Cinese si tenne a Pechino (per la prima volta) fra il 15 e il 27 settembre 1956, nello stesso anno in cui Chruščëv rinnegò Stalin, venendo per questo criticato da Mao (si veda crisi sino-sovietica per ulteriori informazioni). Fu l'ultimo Congresso di Deng Xiaoping e Liu Shaoqi, presidente della Repubblica. Deng riemergerà all'alba degli anni '80.

## Svolgimento del Congresso
- Delegati: 1.021
- Membri del Partito: 10.730.000

Mao Zedong, nel corso del discorso d'apertura, indicò che il compito del Congresso era fare un bilancio delle esperienze dopo il VII Congresso, unire tutto il Partito, unire tutte le forze possibili all'interno e all'esterno della Cina e di lottare per costruire una grande Cina socialista. Nel suo rapporto, Liu Shaoqi esaltò il primo piano quinquennale, suggerendo un incremento dell'industria pesante e la "trasformazione progressiva e pacifica" della borghesia nazionale, una politica estera moderata e la difesa nazionale sul modello sovietico. In ultimo, propose implicitamente di "allentare" la lotta di classe nel sistema socialista. Questo è comunque in disaccordo con i pensieri espressi da Mao ne I dieci grandi rapporti, suo articolo. Liu, in ultimo propose che la contraddizione principale della società cinese non sarebbe più quella fra proletariato e borghesia, ma fra rapporti di produzione avanzati e arretrati.
Deng Xiaoping propose un nuovo Statuto, dove venivano rimossi i riferimenti al pensiero di Mao, accettato dal Congresso. In ultimo vengono discusse le proposte di governo.
Nella successiva seduta del nuovo Comitato Centrale, che si tiene il 28 settembre, Mao viene eletto presidente, Deng Segretario generale.

## Giudizio ufficiale cinese
Questo è il primo Congresso da quando il Partito prese il potere nel 1949. Si svolse quando la trasformazione socialista in Cina era già per gran parte completata e il Partito stava fronteggiando nuovi problemi e compiti. Mao Tse-tung pronunciò il discorso d'apertura. Liu Shaoqi presentò il rapporto politico. Zhou Enlai fece delle proposte per il secondo piano quinquennale (1958-1962) per lo sviluppo dell'economia nazionale. Deng Xiaoping presentò il rapporto sulla modifica dello Statuto del Partito. Si stabilì al Congresso, ora che il sistema socialista era stato stabilito in Cina, che la contraddizione principale nel paese non era più quella fra proletariato e borghesia, ma era fra i bisogni del popolo per una economia rapida e una cultura sviluppata in contrasto con le risorse a disposizione. Il principale obiettivo era concentrate tutta la nazione nello sviluppo delle forze produttive, l'industrializzazione del paese e gradualmente venire incontro ai bisogni del popolo. Il Congresso stabilì l'obiettivo di saldare il Partito al potere, incentivare il centralismo democratico e la dirigenza collettiva, opporsi al culto della personalità, promuovere la democrazia nel Partito e cementare il rapporto fra il Partito e le masse. Inoltre, il Congresso diede indicazioni per lo sviluppo della causa socialista e del Partito nel futuro.
Nota bene: il giudizio è stato dato dalla fazione di Deng Xiaoping. Difatti, i maoisti considerano diversamente questo Congresso, giudicando che il cambiamento della contraddizione principale fu un allentamento della politica della lotta di classe e che Liu Shaoqi, alleato di Chruščëv mentre Mao era ancora fedele al pensiero di Stalin, avesse tentato di emulare il XX Congresso del PCUS, specialmente con l'incentivazione della dirigenza collettiva e della lotta al culto della personalità, temi raccolti appunto da Chruščëv nella critica a Stalin. Per questo, i maoisti fanno risalire a questo Congresso "l'avvio del tradimento di Liu Shaoqi".